# Villelaure
Villelaure est une commune française située dans le département de Vaucluse, en région Provence-Alpes-Côte d'Azur.
Ses habitants sont appelés les Villelauriens.

## Géographie

### Localisation
Au cœur de la Provence, en bordure de la vallée de la Durance et aux portes du Luberon, se situe Villelaure. Elle se trouve à environ vingt-cinq kilomètres au nord-est d'Aix-en-Provence. La commune est un des soixante dix-sept membres du parc naturel régional du Luberon.

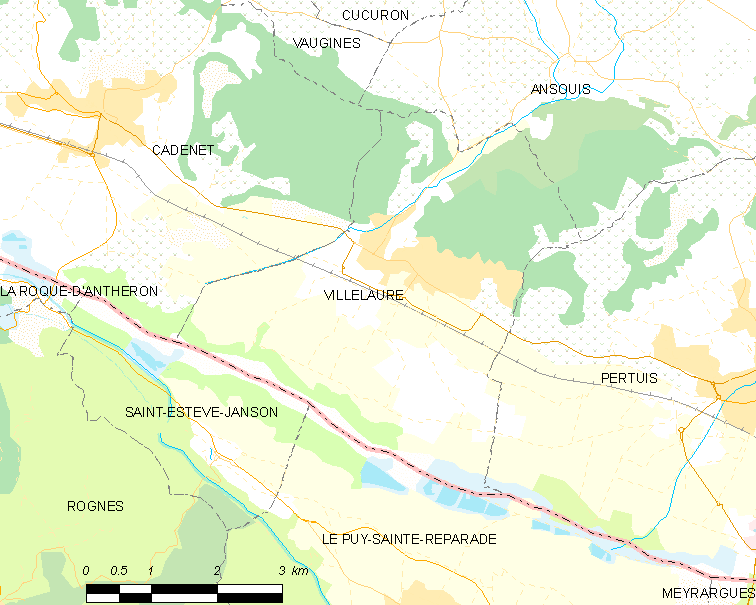
Situation de Villelaure.
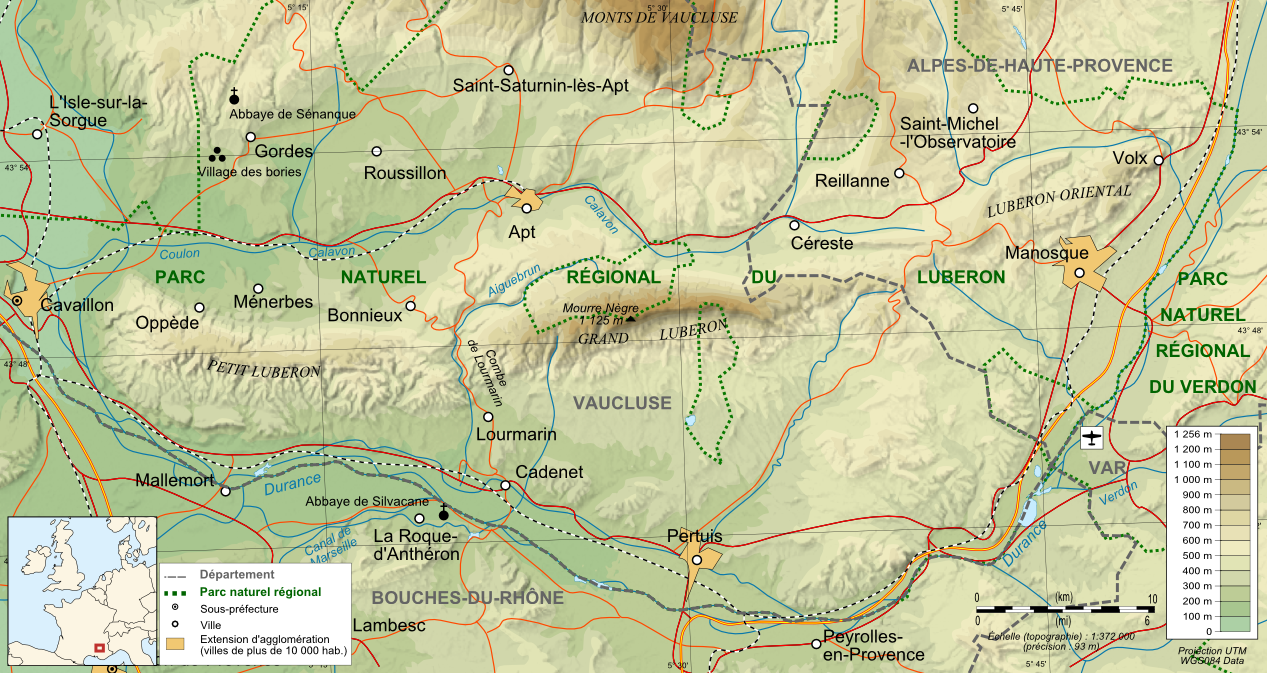
Le territoire du parc naturel régional du Luberon.

### Accès
La commune est traversée de part en part par la RD 973 reliant Pertuis à Cadenet. La circulation y est très dense et très difficile, et le restera tant que la déviation Cadenet-Pertuis ne sera pas achevée (pas avant 2013 aux dernières nouvelles). En 2010, une déviation provisoire contourne le village. Un sens unique (sens Pertuis-Cadenet) a été mis en place, ce qui réduit le trafic dans le village (2016 : la déviation est opérationnelle et elle contourne également Cadenet).
Distance des grandes villes françaises
L'orientation et la localisation de Villelaure par rapport à quelques grandes villes françaises sont données dans le tableau suivant. Distance à vol d'oiseau :
| Ville                | Marseille | Montpellier  | Nice         | Lyon       | Toulouse   | Bordeaux   | Paris      | Nantes       | Rennes       | Lille      |
| Distance Orientation | 46 km (S) | 126 km (S-O) | 148 km (S-E) | 233 km (N) | 322 km (O) | 496 km (O) | 621 km (N) | 673 km (N-O) | 736 km (N-O) | 791 km (N) |

### Transports

#### Cars
La ville est desservie par les lignes de Trans Vaucluse : ligne 8 Pertuis-Cavaillon et ligne 9.1 Apt-Pertuis-Aix-en-Provence.
Il n'y a pas de transports urbains.
Les élèves de la commune étant scolarisés au collège Marie-Mauron puis au lycée Val-de-Durance un service de ramassage scolaire spécifique a été mis en place par le conseil général entre Villelaure et ces établissements.

#### Dessertes ferroviaires
Desserte TER SNCF Marseille - Aix - Pertuis à la gare SNCF à Pertuis (6 km).
Desserte TER SNCF Marseille - Gap - Briançon à la gare SNCF à Meyrargues (22 km) ou à la gare SNCF à Pertuis (6 km).
Gares TGV à Aix-TGV Arbois 42 km (35 min) ou Avignon-TGV 74 km (1 h).
La ligne de Cheval-Blanc à Pertuis assurant un service de fret passe par Villelaure mais ne s'arrête plus à la gare de Villelaure.

#### Dessertes aériennes
Aéroport d'Avignon-Provence à 62 km (50 min) ou aéroport Marseille-Provence à 53 km (40 min).

### Relief
Une partie du village, construite autour du château, est située sur le coteau de Tresmines et domine une large plaine fertile, à l'exception de la zone marécageuse riveraine. Un important relief occupe la partie nord de la commune lui offrant son point le plus haut.

### Sismicité
Les cantons de Bonnieux, Apt, Cadenet, Cavaillon, et Pertuis sont classés en zone Ib (risque faible). Les autres cantons du département de Vaucluse sont classés en zone Ia (risque très faible). Ce zonage correspond à une sismicité ne se traduisant qu'exceptionnellement par la destruction de bâtiments.

### Hydrographie

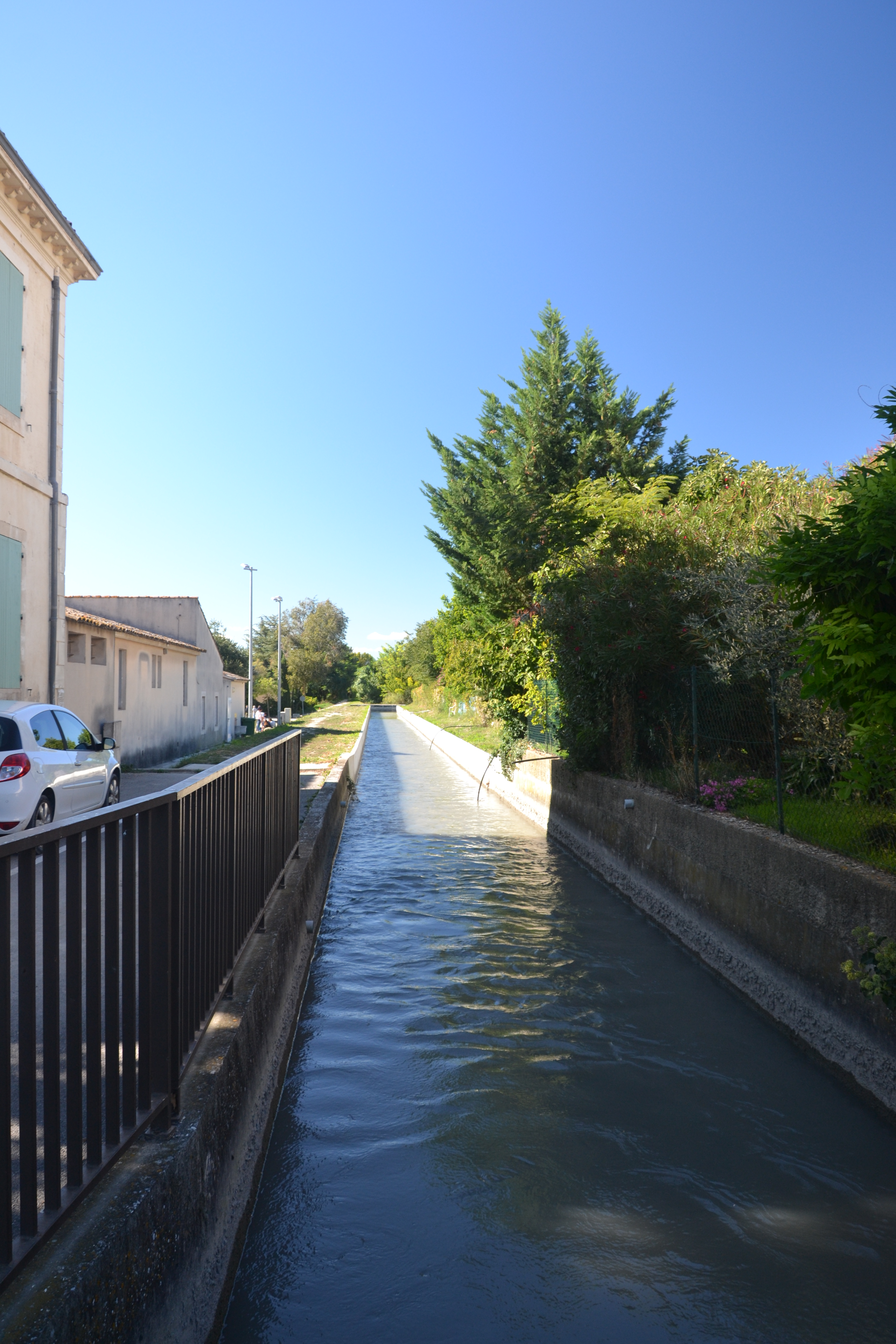
Canal à Villelaure.

La Durance borde la commune au sud et sert de limite naturelle entre le Vaucluse et les Bouches-du-Rhône. C'est une rivière dite « capricieuse » et autrefois redoutée pour ses crues (elle était appelée le 3e fléau de la Provence) aussi bien que pour ses étiages, la Durance est une rivière à la fois alpine et méditerranéenne à la morphologie bien particulière.
La commune a connu de 1986 à 1994 quatre inondations et coulées de boue ainsi qu'une grosse tempête qui ont été reconnues catastrophes naturelles avec publication d'un arrêté de reconnaissance de catastrophe naturelle publiés au Journal Officiel.
| Type de catastrophe                                              | Début             | Fin               | Arrêté           | Parution au J.O. |
| ---------------------------------------------------------------- | ----------------- | ----------------- | ---------------- | ---------------- |
| Tempête                                                          | 6 novembre 1982   | 10 novembre 1982  | 30 novembre 1982 | 2 décembre 1982  |
| Inondations et coulées de boue                                   | 26 août 1986      | 26 août 1986      | 17 octobre 1986  | 20 novembre 1986 |
| Inondations et coulées de boue                                   | 24 septembre 1986 | 24 septembre 1986 | 27 janvier 1987  | 14 février 1987  |
| Inondations et coulées de boue                                   | 22 septembre 1993 | 24 septembre 1993 | 11 octobre 1993  | 12 octobre 1993  |
| Inondations et coulées de boue Rupture de la digue du Père Grand | 6 janvier 1994    | 12 janvier 1994   | 26 janvier 1994  | 10 février 1994  |

### Climat
Pour des articles plus généraux, voir Climat de Provence-Alpes-Côte d'Azur et Climat de Vaucluse.
En 2010, le climat de la commune est de type climat méditerranéen franc, selon une étude du Centre national de la recherche scientifique s'appuyant sur une série de données couvrant la période 1971-2000. En 2020, Météo-France publie une typologie des climats de la France métropolitaine dans laquelle la commune est exposée à un climat méditerranéen et est dans la région climatique  Provence, Languedoc-Roussillon, caractérisée par une pluviométrie faible en été, un très bon ensoleillement (2 600 h/an), un été chaud (21,5 °C), un air très sec en été, sec en toutes saisons, des vents forts (fréquence de 40 à 50 % de vents > 5 m/s) et peu de brouillards. 
Pour la période 1971-2000, la température annuelle moyenne est de 13,6 °C, avec une amplitude thermique annuelle de 16,9 °C. Le cumul annuel moyen de précipitations est de 686 mm, avec 6,1 jours de précipitations en janvier et 2,4 jours en juillet. Pour la période 1991-2020, la température moyenne annuelle observée sur la station météorologique de Météo-France la plus proche, « Cadenet », sur la commune de Cadenet à 6 km à vol d'oiseau, est de 14,4 °C et le cumul annuel moyen de précipitations est de 703,0 mm. 
La température maximale relevée sur cette station est de 44,3 °C, atteinte le 28 juin 2019 ; la température minimale est de −12,7 °C, atteinte le 12 février 2012,,. 
Les paramètres climatiques de la commune ont été estimés pour le milieu du siècle (2041-2070) selon différents scénarios d'émission de gaz à effet de serre à partir des nouvelles projections climatiques de référence DRIAS-2020. Ils sont consultables sur un site dédié publié par Météo-France en novembre 2022.

## Urbanisme

### Typologie
Au 1er janvier 2024, Villelaure est catégorisée bourg rural, selon la nouvelle grille communale de densité à sept niveaux définie par l'Insee en 2022.
Elle appartient à l'unité urbaine de Villelaure, une unité urbaine monocommunale constituant une ville isolée,. Par ailleurs la commune fait partie de l'aire d'attraction de Marseille - Aix-en-Provence, dont elle est une commune de la couronne,. Cette aire, qui regroupe 115 communes, est catégorisée dans les aires de 700 000 habitants ou plus (hors Paris),.

### Occupation des sols
L'occupation des sols de la commune, telle qu'elle ressort de la base de données européenne d’occupation biophysique des sols Corine Land Cover (CLC), est marquée par l'importance des territoires agricoles (59,3 % en 2018), en diminution par rapport à 1990 (60,1 %). La répartition détaillée en 2018 est la suivante : 
terres arables (29,1 %), forêts (27,8 %), zones agricoles hétérogènes (24,8 %), zones urbanisées (8,6 %), cultures permanentes (5,4 %), espaces ouverts, sans ou avec peu de végétation (2,8 %), eaux continentales (1,5 %). L'évolution de l’occupation des sols de la commune et de ses infrastructures peut être observée sur les différentes représentations cartographiques du territoire : la carte de Cassini (XVIIIe siècle), la carte d'état-major (1820-1866) et les cartes ou photos aériennes de l'IGN pour la période actuelle (1950 à aujourd'hui).

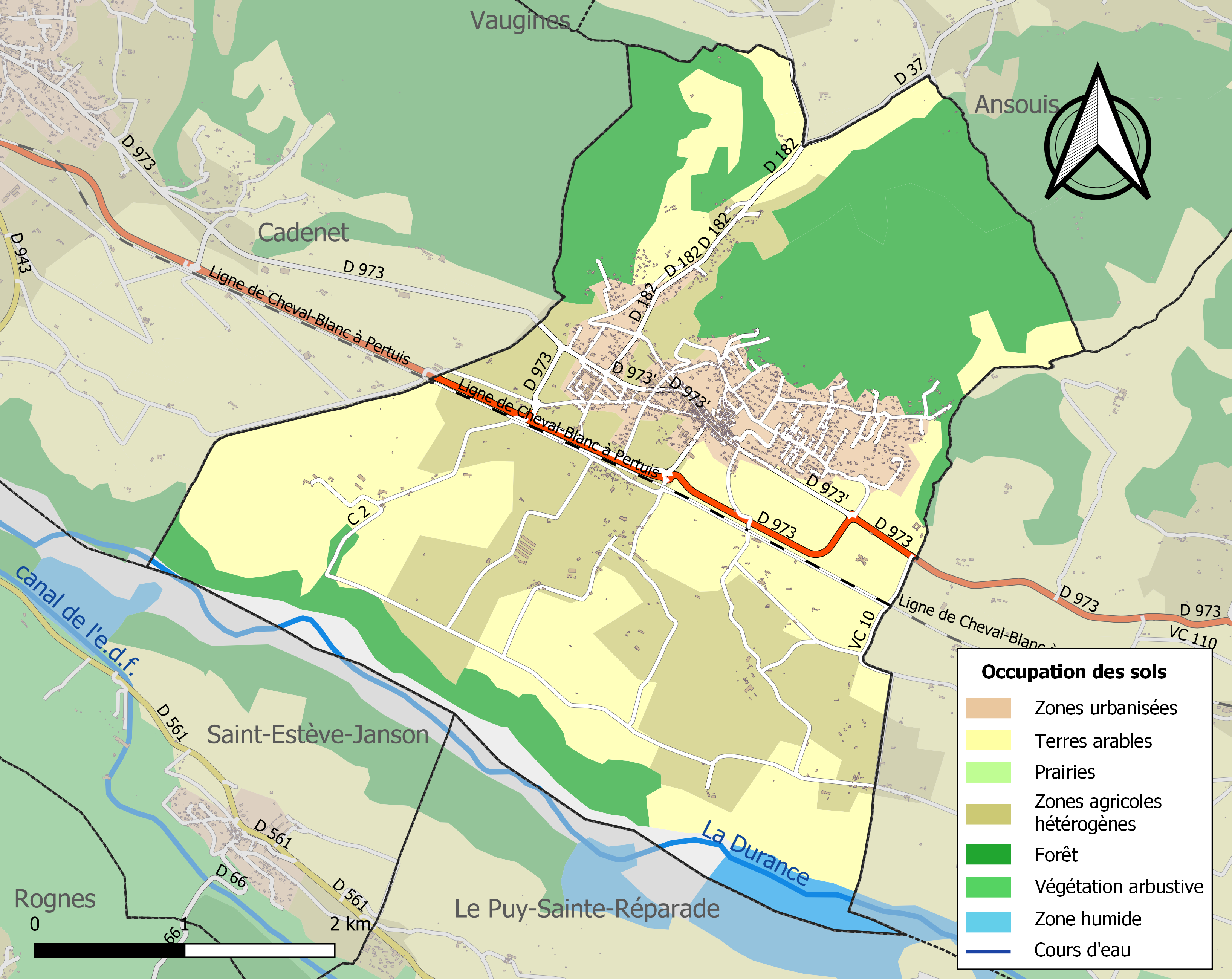
Carte des infrastructures et de l'occupation des sols de la commune en 2018 (CLC).

### Logement
Villelaure comptait 1 345 logements en 2007 (contre 1 203 en 1999). Les constructions neuves sont bien plus présentes que la moyenne française : en 2007, 29,8 % des résidences principales dataient de 1990 et plus contre 10,4 % en France. En revanche, la commune connaît un important déficit de constructions des années 1950 aux années 1970 qui s'explique par l'exode rural.
Les résidences principales représentent 1 193 logements soit 88,7 % du parc, réparties à 87 % en maisons individuelles (93,7 % en 1999) et à 13 % en appartements (respectivement 56,1 % et 42,4 % en France métropolitaine). 77,8 % des habitations principales comportent 4 pièces et plus. Les propriétaires de leurs logements constituent 71,7 % des habitants contre 25,3 % qui ne sont que locataires (respectivement 57,4 % et 39,8 % en France métropolitaine).

## Toponymie
Village de l'époque romaine d'où le village tient son nom : Villa Laura.

## Histoire

### Antiquité

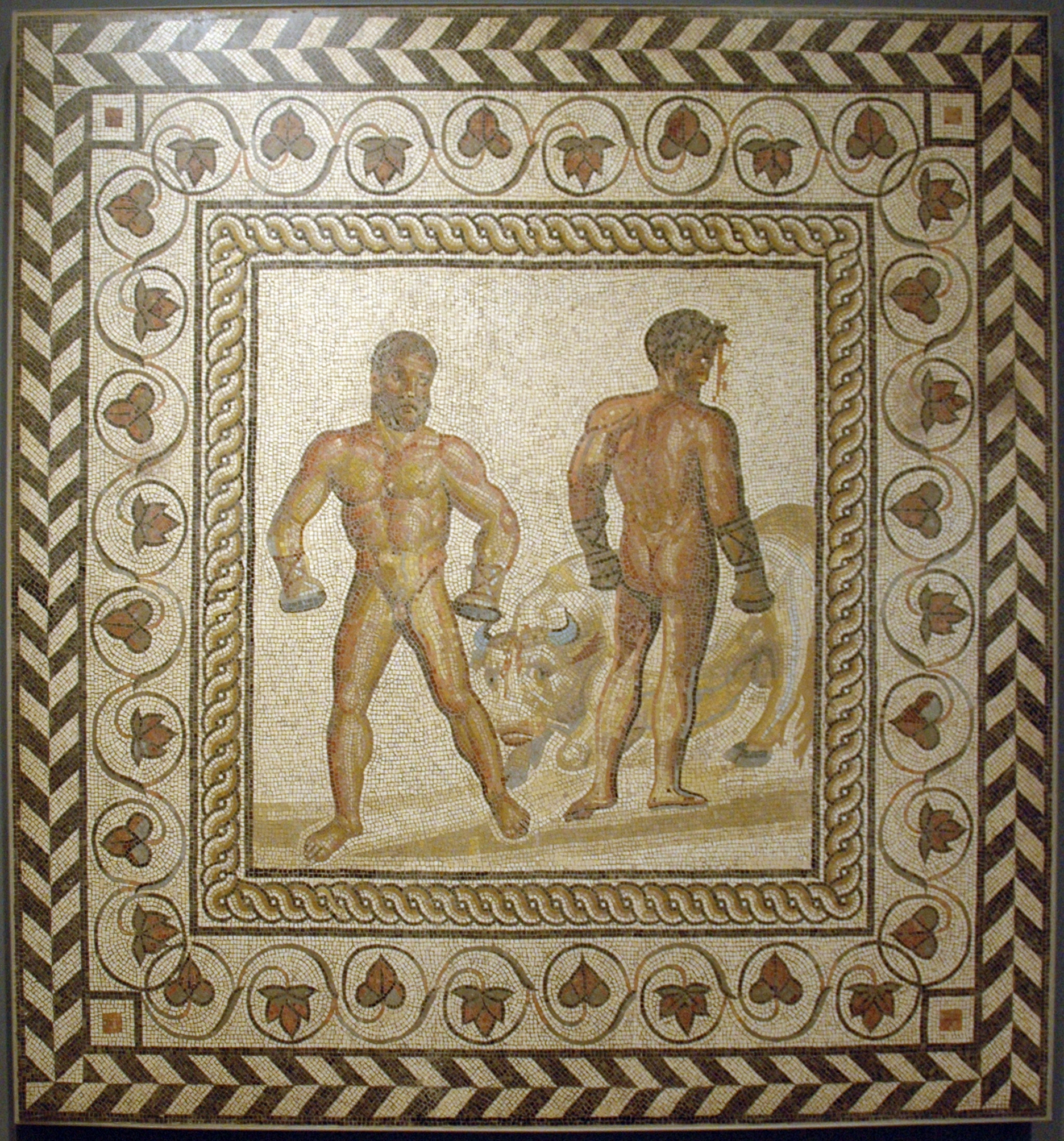
Mosaïque de sol d'une villa gallo-romaine de Villelaure, v. 175 ap. J.-C.

Dès l'époque romaine, un noyau d'habitants était installé à proximité du village actuel. En plusieurs points de la commune, des ruines ou des tégula attestent une occupation romaine comme dans la propriété la Tuilière où existait une importante Villa Laura dont on a découvert les mosaïques romaines.

### Moyen Âge
Le plus ancien seigneur connu est Pierre de Lambesc en 1195. Ensuite, les terres appartiennent à la famille des Baux. Jean III de Forbin devient le premier seigneur de Janson et de Villelaure en 1504.
Le fief de Villelaure relevait du comté de Forcalquier au XIIe siècle. Lorsque ce comté perd son indépendance en 1209, à la mort de Guillaume II, un de ses neveux, Guillaume de Sabran tente de le relever. Après une lutte de dix ans, il passe un accord à Meyrargues le 29 juin 1220 avec Raimond Bérenger IV, comte de Provence et lui aussi héritier du comté de Forcalquier. Par cet accord, la moitié sud du comté, dont Villelaure, lui est donnée, et en fait partie jusqu'à sa mort, vers 1250.
Comme tout le sud Luberon, Villelaure et sa région furent complètement ruinées à partir de la seconde moitié du XIVe siècle par les ravages de la guerre de Cent Ans et de la peste noire d'une virulence exceptionnelle[réf. incomplète], des dévastations des Grandes Compagnies, privées de leur gagne-pain par le traité de Brétigny, par les exactions des bandes de Raymond de Turenne, par le Grand Schisme d'Occident et par les compétitions dynastiques provoquées par la succession de la reine Jeanne (guerre de l'Union d'Aix).
Le roi René confirma le 13 février 1459 le rattachement de Cabrières-d'Aigues, La Motte-d'Aigues et Villelaure à Pertuis.

### Temps modernes
Villelaure fait partie de la quarantaine de localités, de part et d'autre du Luberon, dans lesquelles s'installent au moins 1 400 familles de Vaudois des Alpes, soit environ 6 000 personnes, venues des diocèses alpins de Turin et d'Embrun entre 1460 et 1560, selon l'historien Gabriel Audisio.
En 1512, Antoinette de la Terre, assistée de son mari Jean de Forbin, a établi 19 familles venues des villages voisins et du Piémont. Chaque habitant a reçu, par bail emphytéotique, perpétuel, un lot de terre, un emplacement à bâtir et des droits d'usage sur les terres gastes (terres seigneuriales concédées à la communauté), en échange de redevances et d'obligations strictement définies.
Le 18 avril 1545, le village, peuplé de Vaudois, est incendié par les troupes de Paulin de La Garde, sous la direction du premier président du Parlement d’Aix, Maynier, seigneur d'Oppède. Il y a peu de victimes, les habitants s’étant réfugiés dans les montagnes, alors que pour l'ensemble des Vaudois du Luberon, le massacre de Mérindol détruit 24 villages et fait 3 000 victimes.

### Période contemporaine
Le 12 août 1793 fut créé le département de Vaucluse, constitué des districts d'Avignon et de Carpentras, mais aussi de ceux d'Apt et d'Orange, qui appartenaient aux Bouches-du-Rhône, ainsi que du canton de Sault, qui appartenait aux Basses-Alpes.

## Politique et administration

### Tendances politiques et résultats

#### Élections municipales
La commune ayant moins de 3 500 habitants l'élection des conseillers municipaux est au scrutin majoritaire plurinominal à deux tours, avec panachage :
- au premier tour, des candidats sont élus s'ils ont obtenu la majorité absolue et le vote d'au moins le quart des électeurs inscrits[33] ;
- au second tour, la majorité relative suffit. Les listes ne sont pas obligatoires. Les suffrages sont comptabilisés individuellement et le panachage est autorisé.

De par sa taille, la commune dispose d'un conseil municipal de 23 membres (article L2121-2 du Code général des collectivités territoriales).
Lors du scrutin de 2008 il n’y eut qu’un seul tour, Jean-Claude Dorgal a été élu conseiller municipal au premier tour avec le quatrième total de 922 voix (52,78 % des exprimés), il a ensuite été nommé maire par le conseil municipal. Le taux de participation a été de 72,19 %.

#### Élections locales

##### Cantonales
Le canton de Cadenet est renouvelable en 2004. Le maire de Villelaure Francis Pignoly s'y présente. Au premier tour Francis Pignoly DVD arrive très largement en tête avec 46,63 % des voix (mais troisième avec 17,43 % au niveau du canton) devant Michel Tamissier DVG avec 29,62 % (45,27 % dans le canton), Sébastien Vicenti (UMP) 12,90 % (24,36 % dans le canton) et René de Mulders (FN) 10,84 % (12,95 % dans le canton). Arrivé troisième dans le canton Francis Pignoly se retire au profit de Sébastien Vincenti. Au second tour Michel Tamissier obtient 61,03 % des voix (58,03 % dans le canton) contre 38,97 % à Sébastien Vincenti.

##### Législatives
Aux élections législatives de 2007 pour la deuxième circonscription de Vaucluse, le premier tour a vu Jean-Claude Bouchet (UMP) arriver en tête avec 32,69 % devant Jean-Louis Joseph (PS) avec 26,71 %, viennent ensuite Maurice Giro (divers droite) avec 17,17 %, Nicole Bouisse (UDF) avec 5,84 % et Marie-Odile Ray (FN), aucun autre candidat ne dépassant le seuil des 5 %. Le second tour a vu arriver en tête Jean-Claude Bouchet avec 55,70 % (résultat circonscription : 55,28 %) contre 44,30 % pour Jean-Louis Joseph (résultat circonscription : 44,72 %). Abstention légèrement plus forte à Villelaure avec respectivement 39,65 % et 40,78 % aux deux tours que dans la circonscription (37,93 % et 38,68 %).

#### Élections nationales
À l’élection présidentielle de 2007, le premier tour a vu se démarquer nettement en tête Nicolas Sarkozy (UMP) avec 33,60 %, suivi par Ségolène Royal (PS) avec 21,44 %, François Bayrou (UDF) avec 17,10 %, Jean-Marie Le Pen (FN) avec 15,00 % et Olivier Besancenot avec 3,74 %, aucun autre candidat ne dépassant le seuil des 2,5 %. Le second tour a vu arriver en tête Nicolas Sarkozy avec 59,25 % (résultat national : 53,06 %) contre 40,75 % pour Ségolène Royal (résultat national : 46,94 %).

##### Référendum
Au référendum sur la constitution européenne (scrutin du 29 mai 2005), sur 2 105 inscrits, 1 565 ont voté, ce qui représente une participation de 74,35 % du total, soit une abstention de 25,65 %. Il y a eu une forte victoire du non avec 937 voix (61,28 %), 592 voix (38,72 %) s'étant prononcées contre et 36 (2,30 %) étant des votes blancs ou nuls.

##### Européennes
À l’élection européenne de 2004, Michel Rocard (PS) est arrivé en tête avec 28,23 %, suivi par Françoise Grossetête (UMP) avec 16,51 %, Jean-Marie Le Pen (FN) avec 12,32 %, Thierry Cornillet (UDF) avec 9,33 %, Jean-Luc Bennahmias (écologie) avec 7,78 %, Patrick Louis (MPF) avec 6,34 % et Manuella Gomez (PCF) 5,38 % ; aucun des 15 autres candidats ne dépassant le seuil des 4 %.
À l’Élection européenne de 2009, Françoise Grossetête (UMP) est arrivée en tête avec 27,93 %, suivie par Michele Rivasi (Europe Écologie) avec 17,57 %, Vincent Peillon (PS) avec 15,38 %, Jean-Marie Le Pen (FN) avec 10,15 %, Jean-Luc Bennahmias (Modem) avec 7,22 %, Raoul-Marc Jennar (NPA) avec 5,65 % et Patrick Louis (divers droite) 5,33 % et ; aucun autre candidat ne dépassant le seuil des 5 %. Le taux de participation a été de 40,19 %.

#### Élections européennes
Au référendum européen sur le traité de Maastricht (scrutin du 20 septembre 1992), sur 1 454 inscrits, 1 128 ont voté, ce qui représente une participation de 77,58 %, soit une abstention de 22,42 %. Il y a eu une victoire du non avec 691 voix (63,22 %) contre 402 voix (37,78 %) qui se sont prononcées pour le oui, 35 votes (3,10 %) étant blancs ou nuls.

### Instances administratives et judiciaires
Villelaure est une des neuf communes du canton de Cadenet qui totalise 17 278 habitants en 2008. Le canton fait partie de l'arrondissement d'Apt depuis 1801 (sauf de 1926 à 1933 où ce fut Cavaillon) et de la deuxième circonscription de Vaucluse. Villelaure fait partie du canton de Cadenet depuis 1801 après avoir fait partie du canton de Pertuis de 1793 à 1801.
Villelaure fait partie de la juridiction d’instance d’Apt, mais du greffe détaché Pertuis, et de grande instance, de prud'homale, de commerce et d'affaires de Sécurité sociale d’Avignon.

### Conseil municipal
À la suite du scrutin de 2014 où Jean-Louis Robert a été élu maire, le conseil municipal est composé du maire, de six adjoints et seize conseillers municipaux, dont trois possèdent des délégations.

### Liste des maires

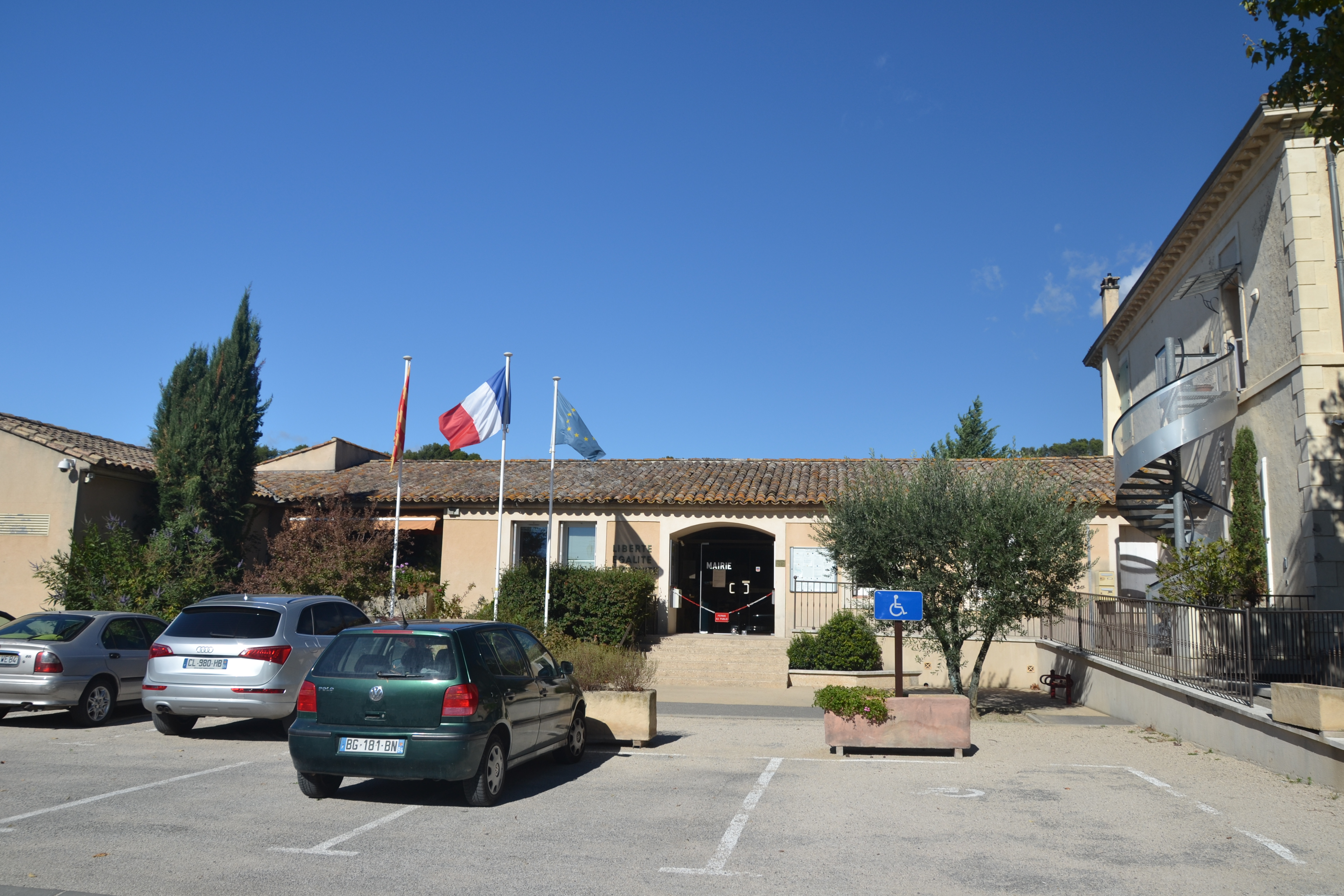
Mairie de Villelaure.

### Jumelages
| Villelaure Favara (Espagne) |

- Favara (Espagne) commune de la Province de Valence dans la Communauté valencienne (1 903 hab. en 2005) en 1990.

### Politique environnementale

#### Environnement
Villelaure ne faisant partie d'aucune communauté de communes, jusqu'en 2010, la commune avait en charge ses déchets, via une décharge en plein air. Mais une étude (avril 2009) a été lancée par la mairie pour la réhabilitation de cette décharge. Depuis le rattachement de la commune à la Communauté territoriale du Sud Luberon, la gestion des déchets est mutualisée par le biais de la collectivité territoriale.
Points d'apport volontaire pour le verre, les journaux et emballages en mélange.
Le syndicat intercommunal à vocations multiples (SIVOM) Durance-Luberon est un établissement public de coopération intercommunale (EPCI) qui regroupe 21 communes des 23 communes (Lourmarin et Vaugines n'en font pas partie) des deux cantons de Pertuis et de Cadenet a pour compétence la distribution de l'eau et l'assainissement. Il a été créé en 1989 par transformation du syndicat intercommunal créé en 1946 mais qui n'avait comme compétence que la distribution de l'eau. Il comprend 22 membres (deux par commune). Son président est Maurice Lovisolo (vice-président du conseil général de Vaucluse). Le prix de l'assainissement est variable dans chaque commune (à cause de la surtaxe communale) alors que celui de l'eau est identique.

#### Risques divers sur la commune

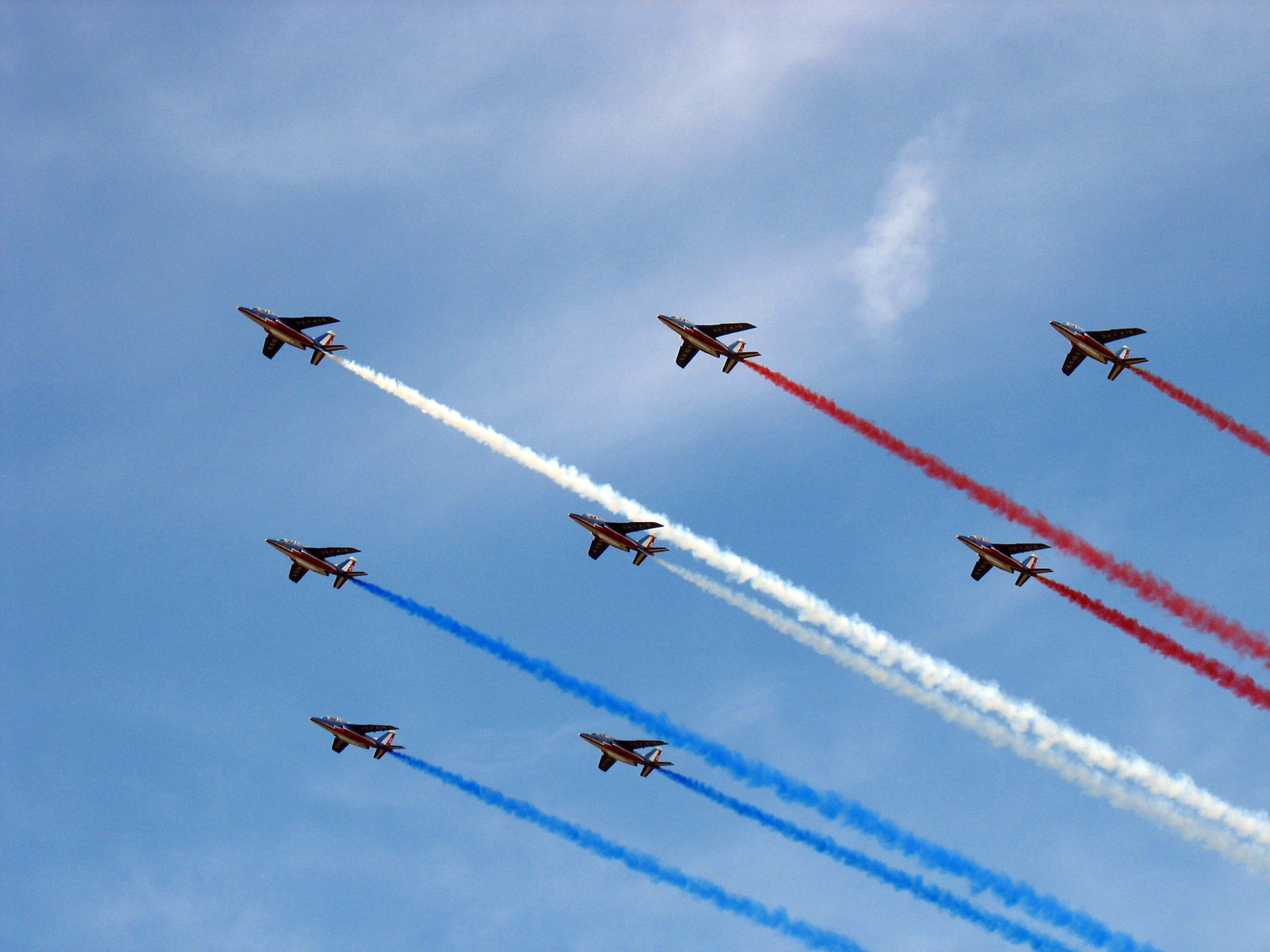
La PAF en formation diamant.

En plus des risques sismiques, d'inondations et de proximité du centre d'études nucléaires de Cadarache, la commune a deux autres risques :
Un troisième pipeline reliant les raffineries Fos-sur-Mer au centre de stockage de Manosque traverse la commune sur un axe ouest/est venant du Puy-Sainte-Réparade et partant sur Pertuis,. Des exercices de gestion de crise, en collaboration avec la société Arkema, ont lieu sur le tracé de ces pipelines d'éthylène.
Au-dessus de la commune de Villelaure se trouvent les zones aériennes réglementées R101 (de 3 000ft au FL075) et R71 (du FL075 au FL195) dites zones de Salon. Ces zones servent d'école de pilotage aux pilotes militaires de l'École de l'air de la base aérienne 701 Salon-de-Provence avec des Jodel D-140 mousquetaire, d'entrainement au pilotage sans visibilité (VSV) avec des D140 ou des Tucano (très bruyants), d'entrainement à la voltige avec des Cap 20 ainsi qu'aux passages des Alpha Jet de la patrouille de France.

### Fiscalité
| Taxe                                                | Part communale | Part intercommunale | Part départementale | Part régionale |
| --------------------------------------------------- | -------------- | ------------------- | ------------------- | -------------- |
| Taxe d'habitation (TH)                              | 12,65 %        | 0,29 %              | 7,55 %              | 0,00 %         |
| Taxe foncière sur les propriétés bâties (TFPB)      | 17,25 %        | 0,38 %              | 10,20 %             | 2,36 %         |
| Taxe foncière sur les propriétés non bâties (TFPNB) | 35,66 %        | 0,65 %              | 28,96 %             | 8,85 %         |
| Cotisation foncière des entreprises (CFE)           | 0,00 %         | 33,56 %             | 0,00 %              | 0,00 %         |

La part régionale de la taxe d'habitation n'est pas applicable.
La taxe professionnelle est remplacée en 2010 par la cotisation foncière des entreprises (CFE) portant sur la valeur locative des biens immobiliers et par la contribution sur la valeur ajoutée des entreprises (CVAE) (les deux formant la contribution économique territoriale (CET) qui est un impôt local instauré par la loi de finances pour 2010).

## Population et société

### Démographie

#### Évolution démographique
L'évolution du nombre d'habitants est connue à travers les recensements de la population effectués dans la commune depuis 1793. Pour les communes de moins de 10 000 habitants, une enquête de recensement portant sur toute la population est réalisée tous les cinq ans, les populations de référence des années intermédiaires étant quant à elles estimées par interpolation ou extrapolation. Pour la commune, le premier recensement exhaustif entrant dans le cadre du nouveau dispositif a été réalisé en 2005.

En 2022, la commune comptait 3 395 habitants, en évolution de −1,22 % par rapport à 2016 (Vaucluse : +1,73 %, France hors Mayotte : +2,11 %).
| 1793 | 1800 | 1806 | 1821 | 1831 | 1836  | 1841  | 1846  | 1851  |
| ---- | ---- | ---- | ---- | ---- | ----- | ----- | ----- | ----- |
| 762  | 800  | 899  | 945  | 909  | 1 361 | 1 125 | 1 155 | 1 234 |

| 1856  | 1861  | 1866  | 1872  | 1876  | 1881  | 1886  | 1891  | 1896  |
| ----- | ----- | ----- | ----- | ----- | ----- | ----- | ----- | ----- |
| 1 403 | 1 424 | 1 320 | 1 347 | 1 302 | 1 264 | 1 171 | 1 110 | 1 121 |

| 1901  | 1906  | 1911  | 1921 | 1926  | 1931  | 1936  | 1946  | 1954  |
| ----- | ----- | ----- | ---- | ----- | ----- | ----- | ----- | ----- |
| 1 177 | 1 151 | 1 076 | 978  | 1 006 | 1 009 | 1 035 | 1 008 | 1 040 |

| 1962  | 1968  | 1975  | 1982  | 1990  | 1999  | 2005  | 2006  | 2010  |
| ----- | ----- | ----- | ----- | ----- | ----- | ----- | ----- | ----- |
| 1 168 | 1 284 | 1 275 | 1 471 | 2 135 | 2 921 | 2 995 | 3 025 | 3 223 |

| 2015  | 2020  | 2022  | - | - | - | - | - | - |
| ----- | ----- | ----- | - | - | - | - | - | - |
| 3 361 | 3 295 | 3 395 | - | - | - | - | - | - |

|                                | 1962-1968 | 1968-1975 | 1975-1982 | 1982-1990 | 1990-1999 | évolution 1962-1999 |
| Naissances                     | 102       | 116       | 97        | 169       | 278       | 762}                |
| Décès                          | 75        | 108       | 126       | 128       | 184       | 621                 |
| Solde naturel                  | 27        | 8         | -29       | 41        | 94        | 141                 |
| Solde migratoire               | 89        | -17       | 225       | 623       | 685       | 1 609               |
| Variation absolue population   | 116       | -9        | 196       | 664       | 779       | 1 750               |
| Taux natalité annuel pour 1000 | 14,00     | 13,00     | 10,20     | 12,10     | 12,50     |                     |
| Taux décès annuel pour 1000    | 10,30     | 12,10     | 13,20     | 9,20      | 8,30      |                     |
| ------------------------------ | --------- | --------- | --------- | --------- | --------- | ------------------- |
| Sources des données : INSEE    |           |           |           |           |           |                     |

#### Pyramide des âges
En 2018, le taux de personnes d'un âge inférieur à 30 ans s'élève à 31,6 %, soit en dessous de la moyenne départementale (33,6 %). De même, le taux de personnes d'âge supérieur à 60 ans est de 24,7 % la même année, alors qu'il est de 28,4 % au niveau départemental.
En 2018, la commune comptait 1 689 hommes pour 1 727 femmes, soit un taux de 50,56 % de femmes, légèrement inférieur au taux départemental (52,03 %).
Les pyramides des âges de la commune et du département s'établissent comme suit.
| Hommes | Classe d’âge | Femmes |
| ------ | ------------ | ------ |
| 0,7    | 90 ou +      | 0,8    |
| 5,3    | 75-89 ans    | 7,4    |
| 18,2   | 60-74 ans    | 17,0   |
| 23,3   | 45-59 ans    | 24,7   |
| 19,5   | 30-44 ans    | 19,7   |
| 14,4   | 15-29 ans    | 13,1   |
| 18,6   | 0-14 ans     | 17,2   |

| Hommes | Classe d’âge | Femmes |
| ------ | ------------ | ------ |
| 0,8    | 90 ou +      | 1,9    |
| 8,3    | 75-89 ans    | 10,6   |
| 18,1   | 60-74 ans    | 19,1   |
| 20,3   | 45-59 ans    | 19,9   |
| 17,6   | 30-44 ans    | 17,6   |
| 16,1   | 15-29 ans    | 14,4   |
| 18,9   | 0-14 ans     | 16,4   |

#### Superficie et population
Le village de Villelaure a une superficie de 18,2 km2 et une population de 3 094 habitants, ce qui la classe :
| Rang                       | Superficie | Population | Densité |
| -------------------------- | ---------- | ---------- | ------- |
| France                     | 3 400e     | 9 387e     | 4 972e  |
| Provence-Alpes-Côte d'Azur | 245e       | 613e       | 205e    |
| Vaucluse                   | 39e        | 77e        | 40e     |
| Arrondissement d'Apt       | 10e        | 31e        | 10e     |
| Canton de Cadenet          | 3e         | 6e         | 1er     |

### Enseignement
La commune ne comporte qu'une école maternelle et une école primaire (9 classes en 2007/2008) Li Parpaioun. Les élèves sont ensuite dirigés vers le collège Marie-Mauron, puis le lycée Val-de-Durance à Pertuis (enseignement général) ou lycée Alexandre-Dumas à Cavaillon soit lycée Alphonse-Benoit à L'Isle-sur-la-Sorgue (enseignements techniques).

### Sports
L'on trouve sur la commune divers équipements comme un stade de football, un boulodrome, une piste de dirt ou encore un tennis club.
Plusieurs clubs sont très actifs sur la commune et proposent différentes activités. Le football avec le Stade Olympique Club de Villelaure, le tennis avec le Tennis Club de Villelaure, moto-cross, Judo, gymnastique, aéromodélisme avec le club l'Épervier, vélo et VTT avec le Vélo Club Villelaure Cadenet, art martial vietnamien, ainsi qu'un très gros club bouliste (pétanque et jeu provençal), la Boule de Cristal.

### Santé
On trouve sur la commune de Villelaure : quatre médecins, un dentiste, deux kinésithérapeute / ostéopathe, quatre infirmières réunies en un cabinet avec numéro unique. Mais aussi une pharmacie.
Pour les urgences et l'hôpital, Villelaure dépend de l'hôpital de Pertuis (distant de 6,5 km).

### Cultes

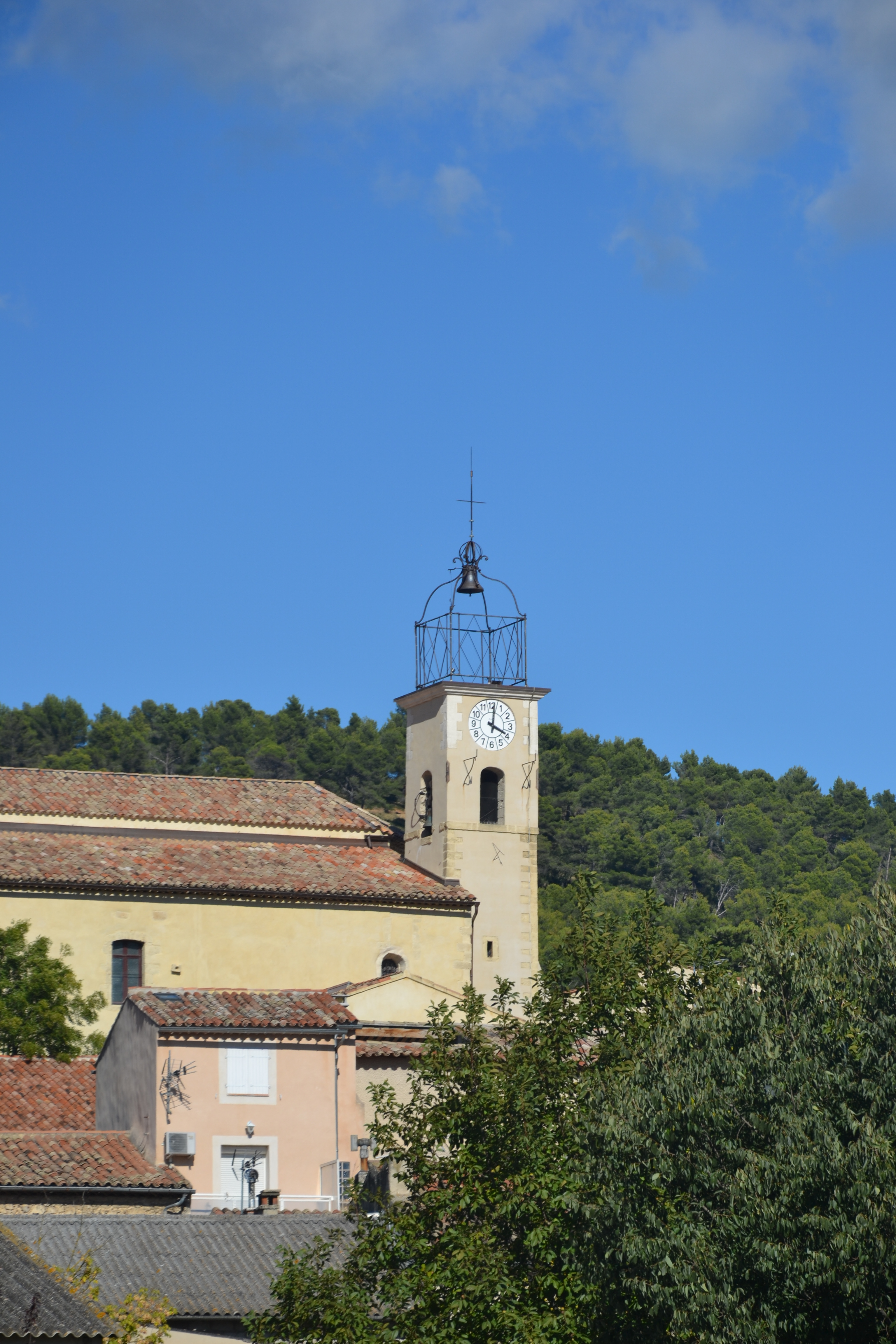
Église de Villelaure.

Catholique (église).

### Services publics

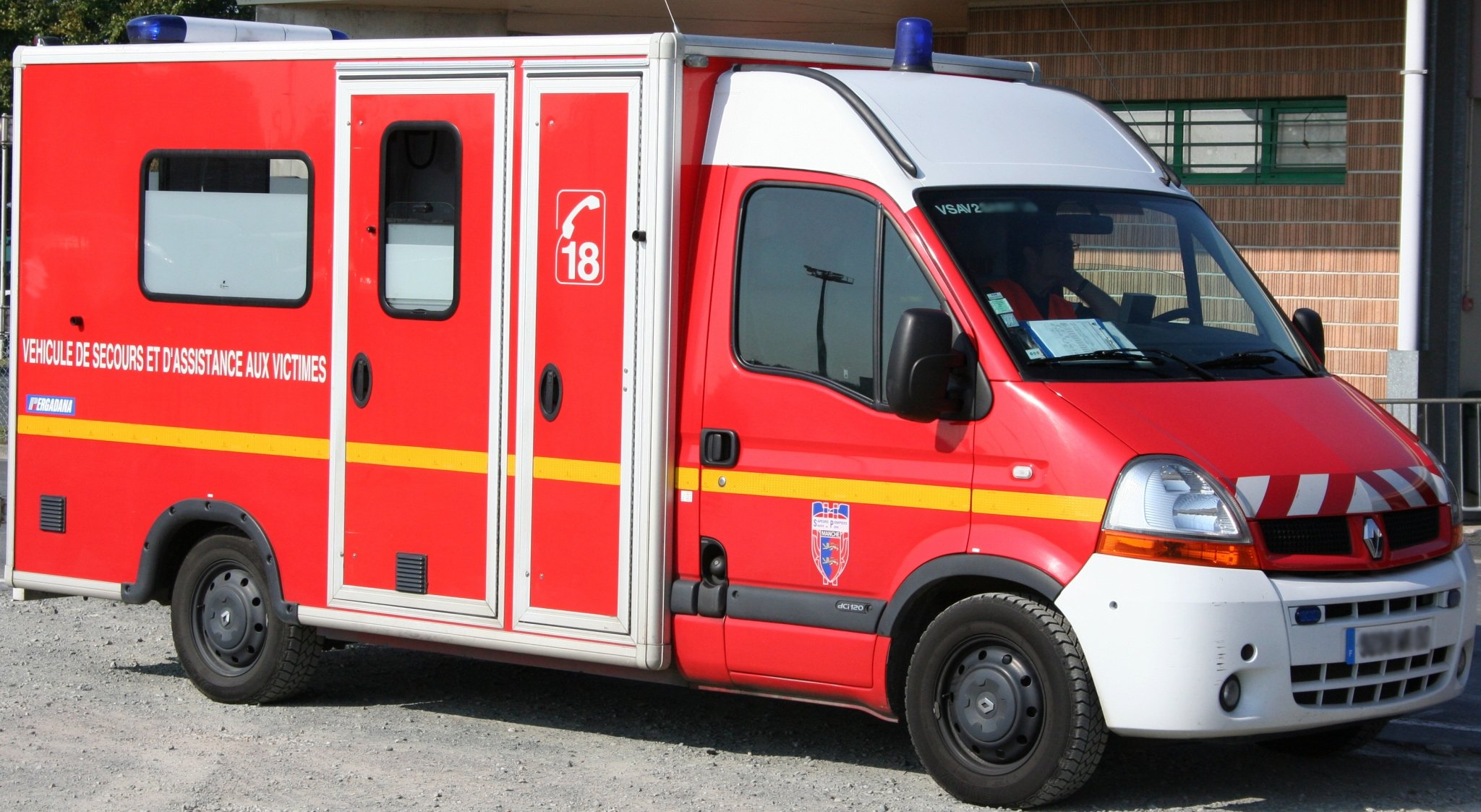
Véhicule de secours et d'assistance aux victimes.

#### Service postal
La commune dispose d'un bureau de poste en centre-ville qui dépend du centre de tri postal situé dans la ZAC Saint-Martin à Pertuis.

#### Centre de secours
La commune dépend du centre de secours principal ultra-moderne de Pertuis qui couvre les cantons de Pertuis et de Cadenet, ce qui représente 51 617 hectares dont 21 028 hectares de forêts. Ce centre a été inauguré le 2 décembre 1991. Pour accomplir leurs missions les pompiers de Pertuis disposent de 31 véhicules pour l'aide aux personnes.

#### Centre médico-social
Le centre médico-social (CMS) de Pertuis (dont la notion juridique correspond à une définition précise donnée à l'article L. 312-1, I du Code de l'action sociale et des familles) a pour mission : la lutte contre les exclusions, la Protection Maternelle et Infantile (PMI) et la protection de l’enfance (ASE), l’aide aux personnes âgées et handicapées, la prévention sanitaire et les actions de santé. Le CMS de Pertuis reçoit les habitants des communes : Ansouis, Beaumont-de-Pertuis, Cabrières-d'Aigues, Cadenet, Cucuron, Grambois, La Bastide-des-Jourdans, La Bastidonne, La Motte-d'Aigues, La Tour-d'Aigues, Lauris, Lourmarin, Mérindol, Mirabeau, Pertuis, Peypin-d'Aigues, Puget, Puyvert, Saint-Martin-de-la-Brasque, Sannes, Vaugines, Villelaure, Vitrolles-en-Luberon. Le CMS de Pertuis est un des 15 CMS de Vaucluse qui a le plus de communes dépendantes avec celui de Carpentras et celui d'Apt.

## Économie

### Population active
La population âgée de 15 à 64 ans s'élevait en 2007 à 2 046 personnes (1 899 en 1999), parmi lesquelles on comptait 71 % d'actifs dont 62,2 % ayant un emploi et 8,7 % de chômeurs (contre 9,2 % en 1999).
La répartition par catégories socioprofessionnelles de la population active de Villelaure fait apparaître une sous-représentation des « cadres et professions intellectuelles », « professions intermédiaires » et « employés » et une sur-représentation des « artisans et commerçants », des « agriculteurs » et des « ouvriers » par rapport à la moyenne de la France métropolitaine.
Répartition de la population active par catégories socioprofessionnelles (recensement de 2007)
|                             | Agriculteurs | Artisans, commerçants, chefs d'entreprise | Cadres, professions intellectuelles | Professions intermédiaires | Employés | Ouvriers |
| --------------------------- | ------------ | ----------------------------------------- | ----------------------------------- | -------------------------- | -------- | -------- |
| Villelaure                  | 4,3 %        | 16,3 %                                    | 11,3 %                              | 16,3 %                     | 25,8 %   | 25,9 %   |
| Moyenne nationale           | 2,1 %        | 5,9 %                                     | 15,8 %                              | 24,8 %                     | 28,5 %   | 22,9 %   |
| Sources des données : INSEE |              |                                           |                                     |                            |          |          |

### Emploi
Villelaure avait en 2005 un taux de chômage de 12,3 % (contre 13,3 % en 1999) supérieur à la moyenne nationale (9,6 % en 2005 et 12,9 % en 1999). La répartition de la population est conforme à la moyenne nationale avec 45 % d'actifs, 15,3 % de retraités et 26 % de jeunes scolarisés.
En 2007, on comptait 381 emplois dans la commune, contre 359 en 1999. Le nombre d'actifs ayant un emploi résidant dans la commune étant de 1 278, l'indicateur de concentration d'emploi est de 29,8 % (contre 31,5 % en 1999), ce qui signifie que la commune offre moins d'un tiers d'emploi aux villelauriens actifs.
La répartition par secteurs d'activité des emplois à Villelaure fait apparaître l'importance de la construction (trois fois la moyenne nationale). L'emploi tertiaire ne représente que 65 % du total à Villelaure, contre plus de 75 % en France métropolitaine.
Répartition des emplois par domaines d'activité (recensement de 2007)
|                             | Agriculture | Industrie | Construction | Commerce, transports, services divers | Administration publique, enseignement, santé, action sociale |
| --------------------------- | ----------- | --------- | ------------ | ------------------------------------- | ------------------------------------------------------------ |
| Villelaure                  | 6,4 %       | 9,0 %     | 19,6 %       | 39,5 %                                | 25,5 %                                                       |
| Moyenne nationale           | 3,1 %       | 14,8 %    | 6,8 %        | 45,1 %                                | 30,3 %                                                       |
| Sources des données : INSEE |             |           |              |                                       |                                                              |

### Tourisme
Comme l'ensemble des communes du Luberon, le tourisme joue un rôle, directement ou indirectement, dans l'économie locale.
On peut considérer trois principales sortes de tourisme en Luberon. Tout d'abord, le tourisme historique et culturel qui s'appuie sur un patrimoine riche des villages perchés ou sur des festivals. Ensuite, le tourisme détente qui se traduit par un important développement des chambres d'hôtes, de l'hôtellerie et de la location saisonnière, par une concentration importante de piscines et par des animations comme des marchés provençaux. Enfin, le tourisme vert qui profite des nombreux chemins de randonnées et du cadre protégé qu'offrent le Luberon et ses environs.
Beaucoup de promenades à pied ou en VTT sont organisées tout au long de l'année ainsi que des visites des monuments historiques (voir plus loin).

### Agriculture

#### Vignes
La commune produit des vins ayant quatre appellations reconnues par l'INAO dont l'AOC côtes-du-luberon. Les vins qui ne sont pas en appellation d'origine contrôlée peuvent revendiquer, après agrément, le label Indication géographique protégée (IGP) vin de pays d'Aigues qui peut être blanc, rosé ou rouge. Les viticulteurs produisent aussi deux autres labels IGP : les Vins de Pays de Vaucluse qui peuvent être blancs, rosés ou rouges et le Vin de Pays de Méditerranée qui peut être blanc, rosé ou rouge. À Villelaure, deux sociétés sont référencées : la SCEA Forbin de Janson (55 ha) (avec les cépages syrah, grenache noir, merlot, chardonnay, grenache blanc, vermentino, ugni blanc, cabernet sauvignon, muscat de Hambourg, carignan et cinsault) et sa filiale (ayant le Label Agriculture Biologique) la SCEA les Jardinettes (27 ha). On y retrouve des cépages cultivés avec ce label (cabernet sauvignon, merlot, syrah, carignan, ugni blanc, clairette pointue, grenache blanc, vermentino, grenache noir et muscat blanc à petits grains).

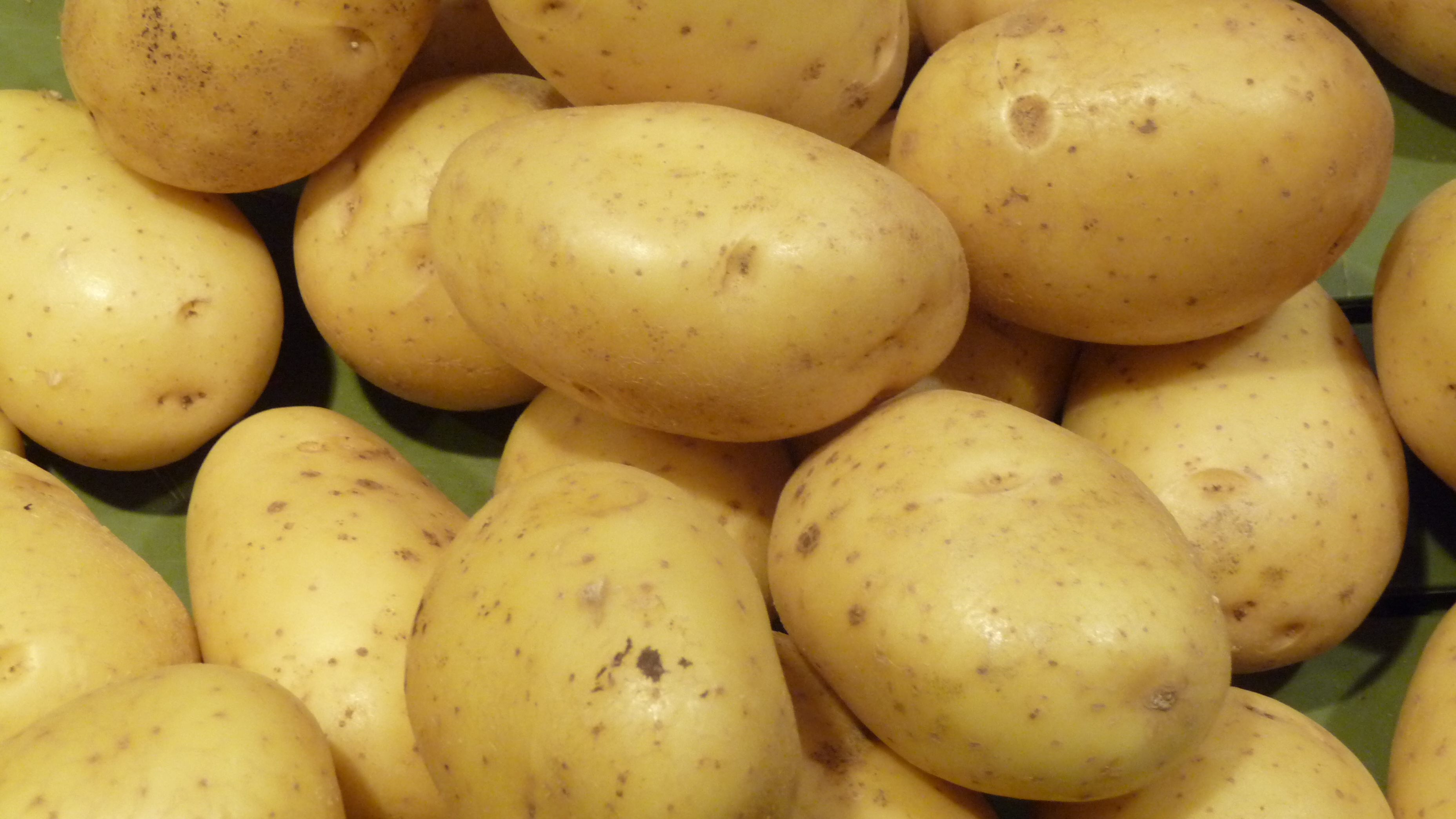
Pommes de terre Monalisa.

La société coopérative constituée en 1936 a fait construire le bâtiment de la coopérative céréalière en 1937 (architectes Champollion et Collet) ; il a été agrandi en 1955 (architecte Valentin), on a ajouté un nouveau bâtiment en 1975, prolongé en 1985 ; la capacité de stockage actuelle est de 16 000 quintaux.

#### Pomme de terre de Pertuis
En 2008, la confrérie de la pomme de terre de Pertuis est créée. Le 29 janvier 2010, la pomme de terre de pertuis devient une marque des cantons de Pertuis, Cadenet, Lambesc, Peyrolles.
Appréciée pour sa valeur gustative et sa belle tenue au niveau de la conservation, elle possède une typicité liée au terroir sableux-limoneux très favorable de la plaine de la Durance. Une pomme de terre à chair jaune : les variétés les plus cultivées sont Monalisa et Samba non lavée, ce qui en favorise la conservation. Cultivée dans la région de Pertuis, Cadenet, Lambesc, Peyrolles, elle est conditionnée en sacs portant le logo officiel de la « Pomme de terre de Pertuis ».
La route gourmande de la pomme de terre de Pertuis parcourt tout le bassin de production de la pomme de terre de Pertuis : le Pays d'Aix-en-Provence, le Luberon et la vallée de la Durance.

#### Asperges
Villelaure est également connue dans le monde entier pour les célèbres asperges de Robert Blanc, parfois surnommées les « asperges de la reine Élisabeth II ».

#### Huile d'olive de Provence AOC
L'huile d'olive de Provence est protégée par une appellation d'origine contrôlée (AOC) à la suite d'une enquête diligentée par l'INAO, dont les conclusions ont été déposées auprès de la commission le 26 octobre 2006, réunie à Arles, et la signature du décret parut au Journal officiel le 14 mars 2007.
Pour pouvoir postuler à l'AOC, l'huile d'olive de Provence doit être élaborée à base des variétés aglandau, bouteillan, cayon, salonenque ainsi que celles dénommées localement brun, cayet, petit ribier et belgentiéroise. Il faut au moins deux de ces variétés principales présentent au sein de l'oliveraie,.
Dans la commune de Villelaure, quelques oliveraies répondent à ces critères.

#### Cerises
À Villelaure sont cultivées des cerises ayant l'Indication géographique protégée : cerises du Ventoux à savoir que la cerise des coteaux du Ventoux se caractérise par sa production dans la zone des coteaux du Ventoux, par sa cueillette à maturité optimale et par son calibre moyen minimum garanti à 24 mm.

### Industrie
Pas d'industrie lourde, mais beaucoup de PME (environ 25) spécialisées en automatisme, ingénierie, productique, sciences et informatique.

### Entreprises
Cinq entreprises ont un chiffre d'affaires supérieur à 500 000 €.
Société provençale mécanique auto agricole (SOPROMAG), crée le 1er janvier 1965 (Entretien et réparation de véhicules automobiles légers), Kader B, crée le 1er octobre 2001 (Travaux de revêtement des sols et des murs), Menuiserie l'Ecoincoin, crée le 4 janvier 1993 (Travaux de menuiserie bois et pvc), Établissement Crest et compagnie, crée le 1er janvier 1969 (Commerce de gros (commerce interentreprises) de fruits et légumes) et Vignoble Forbin de Janson, crée le 1er février 2001 (Commerce de détail de boissons en magasin spécialisé).
| Société                                               | Chiffre d'affaires | Chiffre d'affaires | Chiffre d'affaires    | Bénéfice Net  | Bénéfice Net | Bénéfice Net          | Emploi | Emploi |
| ----------------------------------------------------- | ------------------ | ------------------ | --------------------- | ------------- | ------------ | --------------------- | ------ | ------ |
|                                                       | 2009               | 2008               | Variation sur 12 mois | 2009          | 2008         | Variation sur 12 mois | 2009   | 2008   |
| Société provençale mécanique auto agricole (SOPROMAG) | 1 233 000          | n.c.               |                       | 39 000        | n.c.         |                       | 5      | n.c.   |
| Kader B                                               | 904 000            | 588 000            | +53,74 %              | 21 000        | 18 000       | +16,67 %              | n.p.   | 7      |
| Menuiserie l'Ecoincoin                                | 747 000            | 506 000            | +47,63 %              | 16 000        | 35 000       | -54,29 %              | 9      | n.p.   |
| Établissements Crest et Cie                           | 600 000            | 814 000            | -26,29 %              | 2 000         | 5 000        | -60 %                 | 3      | 4      |
| Vignoble Forbin de Janson                             | 501 000 (2007)     | 393 000 (2006)     | +27,48 %              | 14 000 (2007) | 4 000 (2006) | +250 %                | n.p.   | n.p.   |

NOTE : n.p = non précisé, n.c. = non communiqué

## Culture et patrimoine

### Lieux et monuments

#### Patrimoine civil

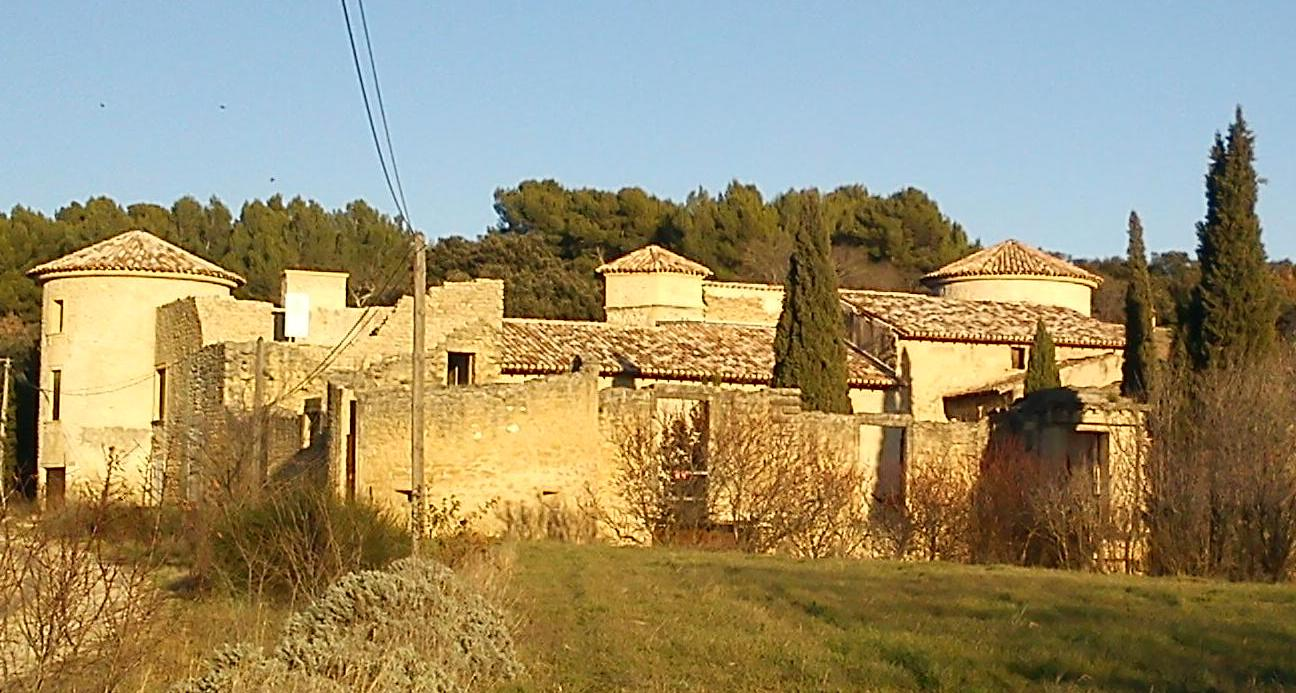
Le château de Forbin.

Château de Forbin (privé) à l'est du bourg, dont la rénovation partielle s'est achevée en 2010.
La Fabrique est une ancienne sucrerie industrielle construite entre 1832 et 1835 par le marquis Joseph II de Palamède de Forbin. Quadrilatère de 141 sur 155 mètres, la Fabrique est un ensemble architectural original, destiné à devenir une cité industrielle, mais elle n'a pu fonctionner que durant 10 années, la dernière récolte ayant été détruite par les pucerons.
Villa gallo-romaine à La Tuilière.
Le Vieux Château, à l'est du village, dit aussi château de la reine Laure : maison fortifiée du Xe siècle, puis agrandissement non terminé de style Renaissance Provençale fin XVIe siècle, inspiré de celui de La Tour-d'Aigues.
Château Verdet Kléber fin XVIIIe siècle.
Vieux moulin.
Fontaines du XIXe siècle.
Joli hameau perché de Callier au nord : maison fortifiée des XIIIe siècle et XVIIIe siècle.
La tour de Ferrier, au nord de la commune

#### Patrimoine religieux
- Église paroissiale Saint-Marc, qui remplace une première église du IXe siècle, peut-être reconstruite au Moyen Âge, ruinée au XVIe siècle. L'église actuelle fut bâtie peu avant la visite pastorale de 1620 ; l'accroissement de la population au XVIIIe siècle nécessita la construction de 1772 à 1775 d'une nouvelle nef communiquant avec l'ancienne nef devenue collatérale ; en 1819 écroulement du clocher mur et édification d'un clocher tour ; en 1918 nouveaux travaux de restauration au cours desquels le plafond de la nef fut remplacé par une voûte légère. Elle est inscrite à l'Inventaire général du patrimoine culturel[109].
- Église Notre-Dame de Villelaure. Elle est inscrite à l'Inventaire général du patrimoine culturel[110].

### Vie locale
La commune dispose d'un foyer des campagnes.
Marché le samedi.
Fête votive le 25 avril à la Saint-Marc.
Fête de la transhumance d'ânes et de moutons le 1er dimanche de septembre.

### Personnalités liées à la commune
- Famille des Baux.
- Louis Jacquier, né à Villelaure en 1771, député de Vaucluse.

### Héraldique
| Blason de Ansouis | Les armes peuvent se blasonner ainsi : Coupé : au premier d'or à la bande d'azur, au second de gueules au léopard d'argent. |